# Enrique Ruiz Guiñazú
Enrique Ruiz Guiñazú (Buenos Aires, 14 de octubre de 1882-ibídem, 13 de noviembre de 1967) fue un jurista, profesor, escritor y político argentino, que ocupó el cargo de Ministro de Relaciones Exteriores, durante la presidencia de Roberto Marcelino Ortiz y Ramón Castillo, del 19 de junio de 1941 al 4 de junio de 1943. Fue embajador argentino en España y en la Ciudad del Vaticano.

## Biografía
Nació en Buenos Aires el 14 de octubre de 1882; sus padres fueron Dolores Guiñazú de Altamira Silva y Luis Miguel Ruiz de Grijalba Ibarra. Se casó con María Celina Cantilo Ortiz Basualdo y tuvo ocho hijos, siendo la menor de ellos la periodista Magdalena Ruiz Guiñazú.

## Trayectoria académica
Se graduó en Leyes y Ciencias Sociales en la Universidad de Buenos Aires (UBA), dónde había de ejercer la docencia tiempo después, de 1912 a 1930. Asimismo, también fue profesor en la Universidad Nacional de La Plata (1924-1930). También se desempeñó como banquero.
En 1930 había decidió dedicarse a la diplomacia; fue plenipotenciario en Suiza (1931-1935) y delegado permanente en la Sociedad de Naciones (SN) (1935-1939). Desde su puesto en la SN mantuvo fuertes contactos con el cónsul argentino en Berlín, Jorge Amuchástegui, durante el ascenso de Adolf Hitler, quien causó controversia por negar el pasaporte, o incluso quitárselo, a ciudadanos judeo-argentinos.
En 1939 fue nombrado embajador ante la Santa Sede por el presidente Roberto M. Ortiz, cargo que ocupó hasta 1941 cuando Ortiz lo requirió para ocupar la cancillería argentina. Asumió el 27 de junio de 1942 y permaneció hasta la  Revolución del 43. En sus cargos, siempre intentó mantener una postura neutral con respecto a la Segunda Guerra Mundial.
Después de su renuncia al cargo de ministro el 4 de junio de 1943, volvió a su función de diplomático de carrera. Fue nombrado embajador en España, cargo que nunca pudo llegar a asumir, lo que hubiera significado viajar al país de destino y presentar oficialmente en el mismo sus cartas credenciales, pero no llegó a hacerlo porque en enero de 1944 renunció en forma indeclinable a la carrera diplomática, renuncia que le fue aceptada por decreto del P.E.N. el 20 de enero de ese mismo año 1944.
Además de miembro de número de la Academia Nacional de la Historia, también fue miembro de número de la Academia Nacional de Derecho y miembro fundador de la Academia Nacional de Geografía.
Murió en Buenos Aires el 13 de noviembre de 1967.

## Escritos
"Sindicatos y warrants agrícolas", Valerio Abeledo Librería Jurídica, Buenos Aires, 1902
"La nueva ley de quiebras", Revista Jurídica y de Ciencias Sociales, Año XXII, marzo de 1905, Tomo 1, n.º 2
"Pedro Goyena", Buenos Aires, 1902 (biografía)
"Garay fundador de Buenos Aires" (edición agotada)
"La quiebra en el derecho comercial argentino", Laureada por la Facultad de Derecho de Buenos Aires, cuatro ediciones. (Es su tesis doctoral)
```
En 1916 publicó el libro 
La Magistratura Indiana
.
[
8
]
    Ediciones Facultad de Derecho y Ciencias Sociales.
```

Este libro le mereció el Premio de la Real Academia de la Historia de España en 1921;  y en la Argentina el 2° Premio Nacional de Letras.
"Deuda pública municipal de Buenos Aires", dos ediciones
Lord Strangford y la Revolución de Mayo, Buenos Aires, Ediciones La Facultad, 1937;
La Tradición de América, Buenos Aires, El Ateneo, 1939;
La Política Argentina y el futuro de América, Buenos Aires, 1944. Es una defensa de su gestión ministerial en Relaciones Exteriores;
Proas de España en el Mar Magallánico, Buenos Aires, Ediciones Peuser, 1945;
Epifanía de la Libertad, Buenos Aires, Editorial Nova,1952;
El Presidente Saavedra y el Pueblo Soberano de 1810, Buenos Aires, Ediciones Angel Estrada y Cía, 1960;
El Deán de Buenos Aires Diego Estanislao Zavaleta (biografía histórica), Ediciones Peuser, Buenos Aires, 1952;
El general Indalecio Chenaut (biografía histórica), 1907;
Ponencias y conferencias.